# 中部藏缅语族
中部藏缅语族是一支假定的汉藏语系语言，首先由Scott DeLancey (2015):122-149基于共享的形态特征提出。
DeLancey (2018)认为所谓中部藏缅语族是一个语言联盟，而不是有着清晰内部关系的语言分支。
DeLancey的中部藏缅语支分类包括詹姆斯·马提索夫 (2015: 1123-1127)假设的印度东北部语言联盟中的许多语言，其中包括达尼语支、义都-达让语支、“库基-钦-那加语言”、曼尼普尔语、卡尔比语、木卢语支和萨尔语群。

## 语言
DeLancey认为，将下列藏缅语划为中部藏缅语族有确凿的形态证据支持。
- 萨尔语群：景颇语、博多–加罗语支
- 库基-钦-那加语言
- 曼尼普尔语
- 扎话

景颇语和孔亚克语支可能属于更大的萨尔语群，此分类下还有博多–加罗语支和狄摩语支。DeLancey接受了这一分类，并将其称作“博多-孔亚克-景颇语支”(BKJ)。DeLancey (2015)注意到博多–伽罗语支的特征不如景颇语保守，因为博多–加罗语支在迦摩缕波时代经历过剧烈的克里奥尔化。
库基-钦语支常被认为属于更大的库基-钦-那加语言，此分类下还有奥语支、昂纳米-波丘里语支、唐库尔语支和泽梅语支。DeLancey (2015)认为奥语支、昂纳米-波丘里语支、唐库尔语支和泽梅语支等所有那伽语支下的语言可能也属于中部藏缅语族。
DeLancey (2015)还认为侬语支可能也属于中部藏缅语族。不过詹姆斯·马提索夫 (2013):1–106认为景颇语和侬语支的相似性是因为语言接触。这样的话，侬语支和景颇语的关系应该不会很近，不属于萨尔语群。另外，Matisoff (2013)注意到缅彝语群，特别是缅语支，比景颇语更接近戎语支。
将以上提到的语支都算在内，中部藏缅语族包含扎克灵语、萨尔语群和库基-钦-那加语言 ，可能还有侬语支。问号表示未定的语言群。
中部藏缅语支
- 侬语支？
- 扎话–格曼语
- 萨尔语群(博多-孔亚克-景颇)
  - 博多–加罗语支
  - 孔亚克语支
  - 景颇语支
  - 狄摩语支？
- 库基-钦-那加语言
  - 库基-钦语支
  - 奥语支？
  - 昂纳米-波丘里语支？
  - 唐库尔语支？
  - 泽梅语支？

## 证据
DeLancey (2015)给出下列不同中部藏缅语族语言间共享的形态特征。
景颇语和诺克特语-坦萨语
- 方位词r-动词性操作词
- 完成体的声门化

景颇语和西北库基-钦语支（门桑语-莫荣语）
- 一致词状态变化的s前缀
- 一致词复数的m-前缀
- 操作动词系词ni

此外，门桑语-莫荣语（西北库基-钦语支）, 诺克特语-坦萨语和扎克灵语均有k- 系词。